# Lista de municípios de Mato Grosso do Sul por PIB (2011)
Este anexo contém uma lista de Produto Interno Bruto (PIBs) municipais de Mato Grosso do Sul. A lista é ocupada pelos municípios sul-mato-grossenses em relação ao Produto Interno Bruto (PIB) a preços correntes em 2011, segundo o Instituto Brasileiro de Geografia e Estatística (IBGE). O Mato Grosso do Sul é um das 27 unidades federativas do Brasil dividido em 79 municípios. A cidade mais rica do estado é a capital Campo Grande, com mais de 15 bilhões de reais de PIB e em seguida, vêm Dourados e Corumbá com mais de 3,5 bilhões cada. Já Três Lagoas possui PIB de mais de 3 bi. 

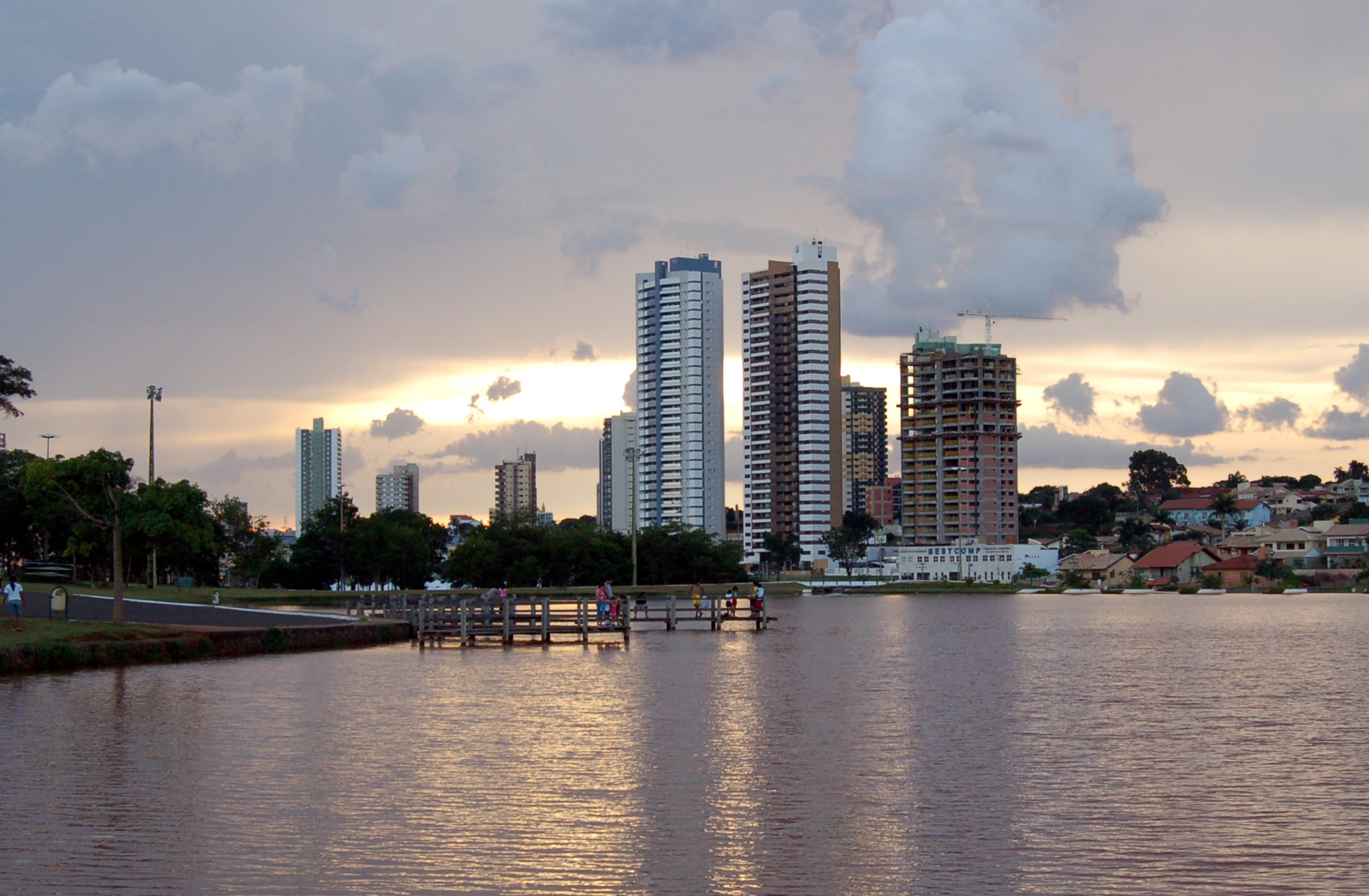
, primeira colocada

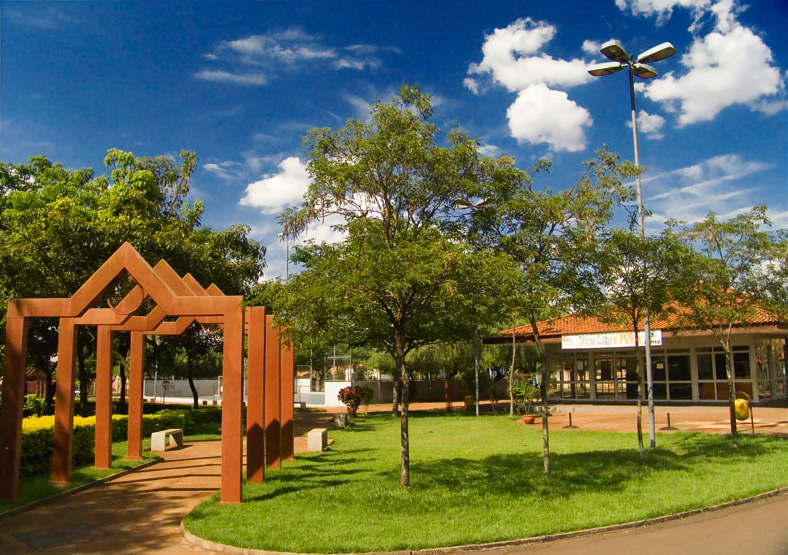
, segunda colocada

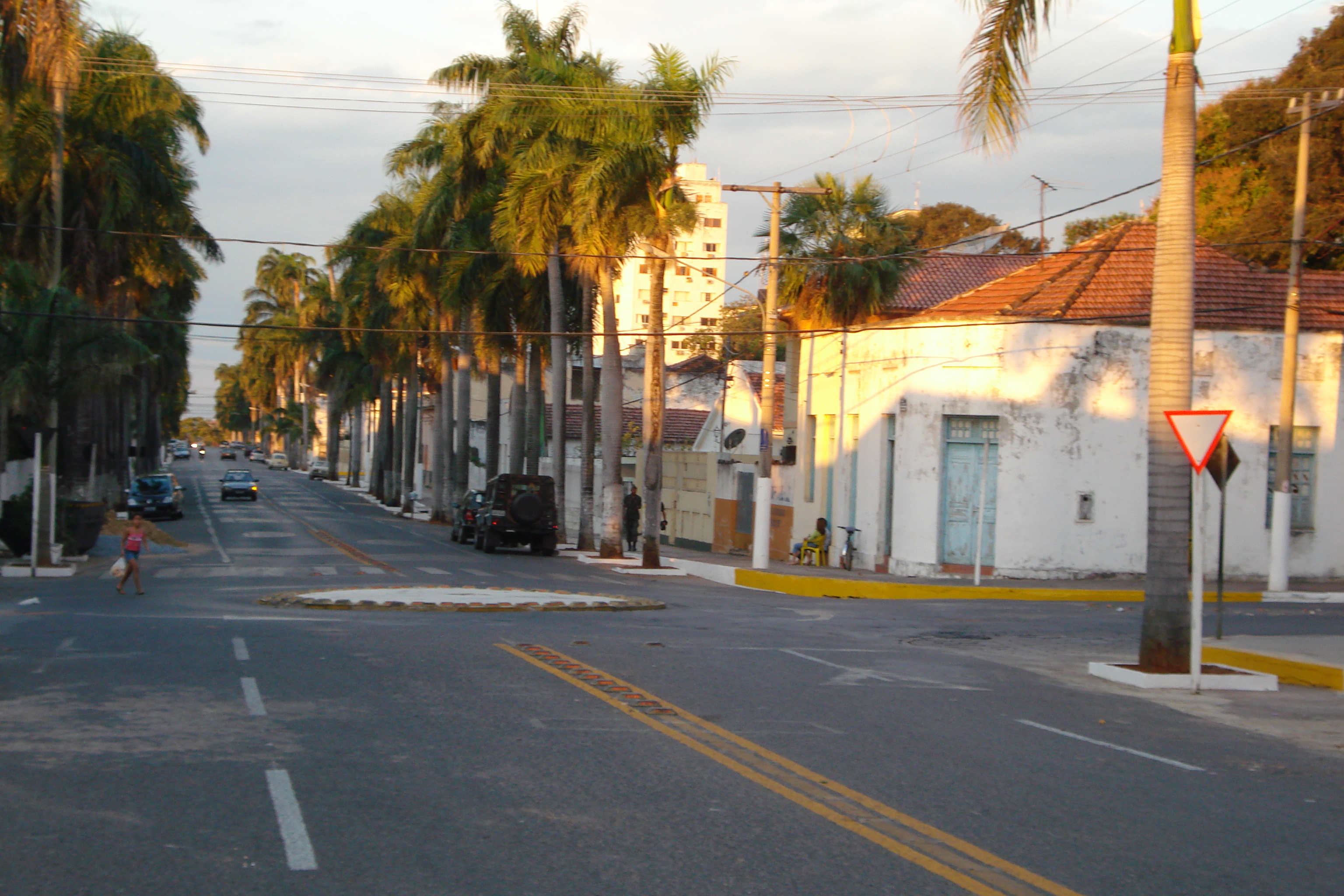
, terceira colocada

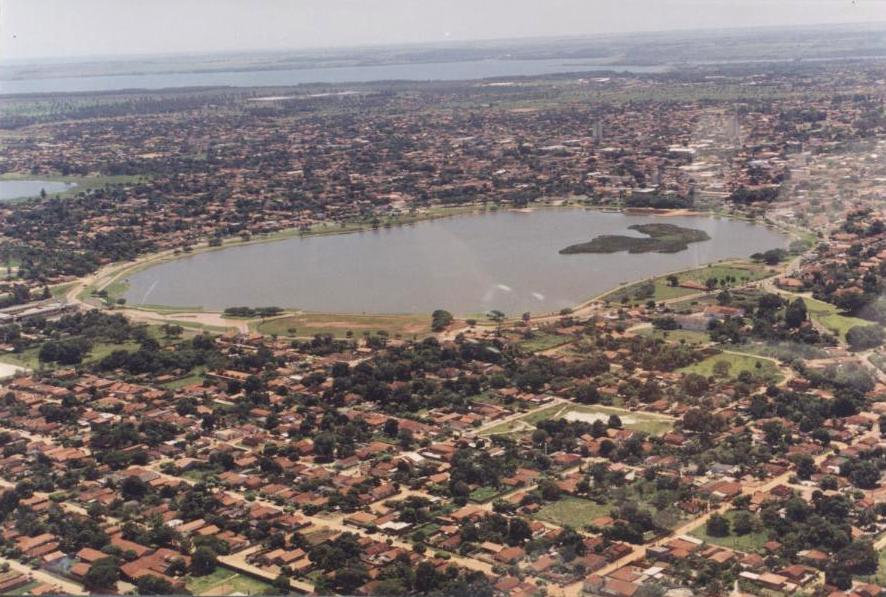
, quarta colocada

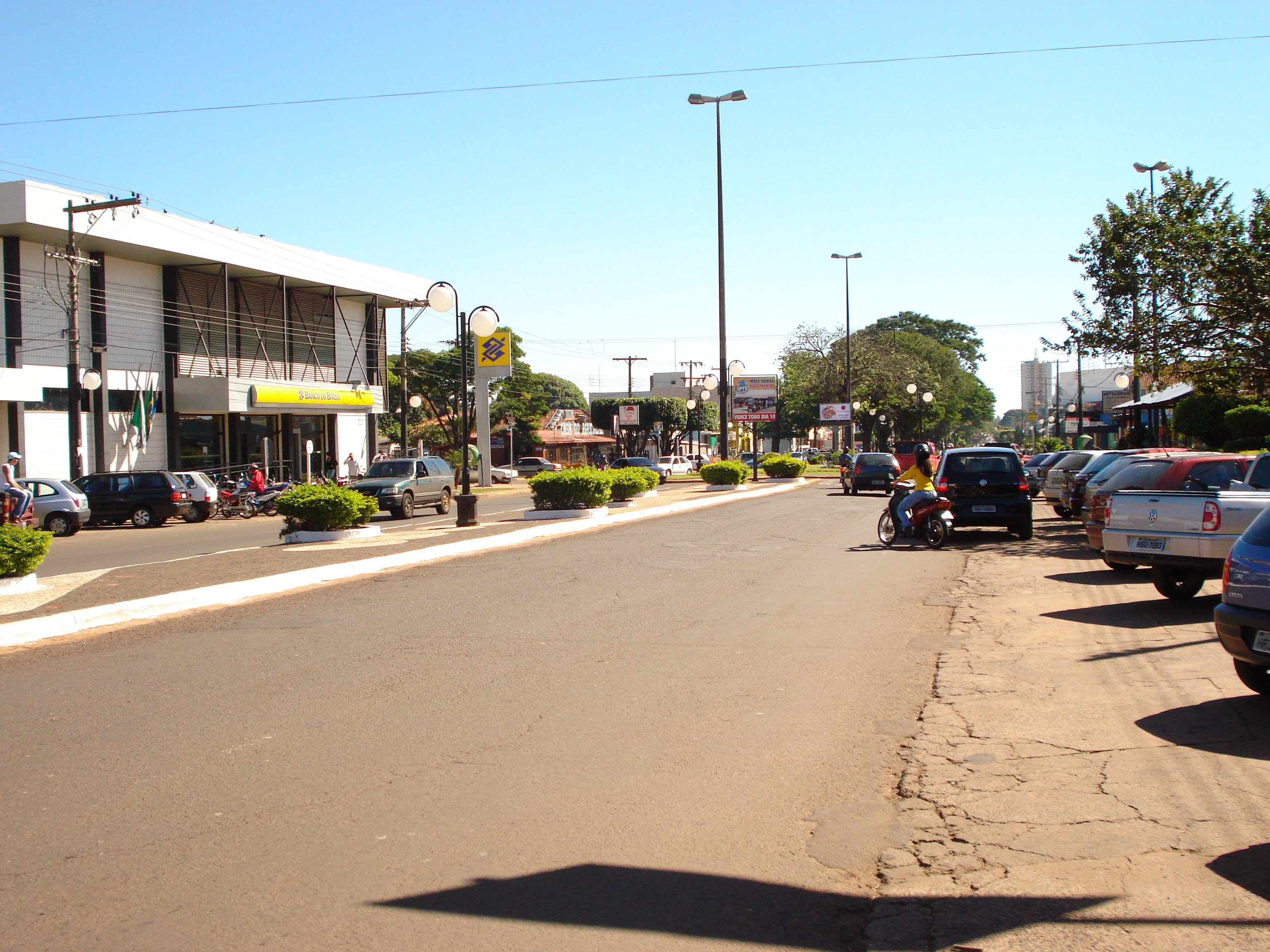
, quinta colocada

| Posição | Município                | PIB (R$ 1.000) |
| ------- | ------------------------ | -------------- |
|         | Mato Grosso do Sul       | 49 242 254     |
| 1       | Campo Grande             | 15 722 330     |
| 2       | Dourados                 | 4 337 947      |
| 3       | Corumbá                  | 3 602 830      |
| 4       | Três Lagoas              | 3 118 722      |
| 5       | Ponta Porã               | 1 176 540      |
| 6       | Maracaju                 | 1 111 081      |
| 7       | Nova Andradina           | 976 134        |
| 8       | Naviraí                  | 925 910        |
| 9       | Rio Brilhante            | 859 362        |
| 10      | Chapadão do Sul          | 812 624        |
| 11      | Sidrolândia              | 758 880        |
| 12      | São Gabriel do Oeste     | 709 762        |
| 13      | Caarapó                  | 664 327        |
| 14      | Paranaíba                | 653 690        |
| 15      | Costa Rica               | 653 529        |
| 16      | Aquidauana               | 529 237        |
| 17      | Bataguassu               | 525 555        |
| 18      | Aparecida do Taboado     | 514 266        |
| 19      | Coxim                    | 499 640        |
| 20      | Ribas do Rio Pardo       | 463 219        |
| 21      | Amambai                  | 422 869        |
| 22      | Nova Alvorada do Sul     | 403 957        |
| 23      | Água Clara               | 396 021        |
| 24      | Itaporã                  | 380 433        |
| 25      | Cassilândia              | 364 813        |
| 26      | Ivinhema                 | 304 854        |
| 27      | Itaquiraí                | 298 023        |
| 28      | Sonora                   | 284 556        |
| 29      | Jardim                   | 280 088        |
| 30      | Bela Vista               | 275 968        |
| 31      | Miranda                  | 262 521        |
| 32      | Bonito                   | 254 385        |
| 33      | Mundo Novo               | 250 991        |
| 34      | Rio Verde de Mato Grosso | 248 649        |
| 35      | Fátima do Sul            | 242 125        |
| 36      | Aral Moreira             | 241 953        |
| 37      | Batayporã                | 239 205        |
| 38      | Terenos                  | 239 085        |
| 39      | Camapuã                  | 238 543        |
| 40      | Brasilândia              | 233 759        |
| 41      | Porto Murtinho           | 233 255        |
| 42      | Iguatemi                 | 227 405        |
| 43      | Anastácio                | 222 927        |
| 44      | Antônio João             | 219 798        |
| 45      | Angélica                 | 204 034        |
| 46      | Laguna Carapã            | 198 418        |
| 47      | Nioaque                  | 186 966        |
| 48      | Eldorado                 | 179 199        |
| 49      | Bodoquena                | 160 854        |
| 50      | Ladário                  | 151 279        |
| 51      | Inocência                | 150 440        |
| 52      | Deodápolis               | 141 485        |
| 53      | Santa Rita do Pardo      | 140 964        |
| 54      | Pedro Gomes              | 130 872        |
| 55      | Anaurilândia             | 124 521        |
| 56      | Tacuru                   | 118 349        |
| 57      | Dois Irmãos do Buriti    | 118 136        |
| 58      | Guia Lopes da Laguna     | 117 890        |
| 59      | Sete Quedas              | 115 423        |
| 60      | Glória de Dourados       | 113 897        |
| 61      | Coronel Sapucaia         | 111 961        |
| 62      | Bandeirantes             | 111 833        |
| 63      | Alcinópolis              | 109 129        |
| 64      | Selvíria                 | 108 365        |
| 65      | Rochedo                  | 96 772         |
| 66      | Juti                     | 95 958         |
| 67      | Paranhos                 | 93 464         |
| 68      | Jaraguari                | 89 770         |
| 69      | Vicentina                | 88 873         |
| 70      | Jateí                    | 87 075         |
| 71      | Caracol                  | 78 951         |
| 72      | Corguinho                | 69 327         |
| 73      | Novo Horizonte do Sul    | 68 181         |
| 74      | Taquarussu               | 67 189         |
| 75      | Douradina                | 64 698         |
| 76      | Rio Negro                | 58 996         |
| 77      | Figueirão                | 56 207         |
| 78      | Japorã                   | 51 009         |
| —       | Paraíso das Águas        | —              |